# 中国人民解放军空军航空兵第八〇四旅
空军航空兵第八〇四旅，曾为海军航空兵第十团，海军航空兵第四旅，驻地浙江省台州市，是中国人民解放军东部战区海军航空兵的一个航空旅，其前身海航四师第十团曾于1965年获得“海空雄鹰团”的荣誉称号。

## 沿革

### 陆军部队
海空雄鹰团的前身，初为江南抗日义勇军（简称江抗），是新四军江南指挥部领导的一支主力部队。皖南事变后，该部编为新四军第十八旅五十四团。1944年底，已改编为高邮独立团的该部队参加了攻克戚家庄的战斗，全歼日伪一个自卫团，俘虏许多敌人，缴获大量武器。在三洋河战斗歼灭日伪一个营。1944年10月，参加了解放宝应、兴化的战斗。1945年9月，因战功卓著获苏中军区授“兴化团”称号。
第二次国共内战中，1946年苏中战役邵伯之战，该团同国军进行白刃战，保住了苏中的大门，获得“老虎五团”的称号，受到中共中央嘉奖。在淮海战役耿庄阻击战中，该团连续打退国军在军用坦克、装甲车、重炮掩护下的4次进攻，确保了整个战斗的胜利，该团战士杨方珍在耿庄阻击战中荣立一等功。渡江战役时，该团与兄弟部队突破长江防线，攻克黄山要塞，活捉国军要塞少将司令，获上级授予“渡江英雄”锦旗。此后在参加上海战役后，长途追击至福州、厦门。1949年2月，整编为中国人民解放军第二十九军第八十六师第二五七团。

### 加入空军
1950年，该团自福建北上，加入新成立的中国人民解放军空军序列，先后在河北杨村机场、唐山机场训练。1951年3月，正式由步兵二五七团改编为空军第十七师四十九团。1952年，全团飞赴抗美援朝战争前线加入中国人民志愿军空军。当时该团飞行员大多仅经半年多训练，平均每人仅飞喷气式歼击机20余小时。而敌方的美军飞行员曾参加过二战、飞过上千小时。在朝鲜战场上，该团首代飞行员打破了美国空军在二战中常用的“圆圈战术”，创造出对低空进犯飞机进行打击的范例。在参战一年多时间内，先后击落美国、英国等国空军飞机13架、击伤3架。
1952年8月6日，该团一大队大队长师臣胜率领该大队执行任务返航途中，遭到4架敌机偷袭，中队长王崑击落击伤敌F-86飞机各1架，副大队长马致荣击落F-86飞机1架。1953年2月17日，美军5架F-4U飞机在被志愿军飞机咬住时，使用了“圆圈战术”，志愿军飞机随即缩小队形，用中速小角度进入，四十九团耿东清、李春孟、陈泰渠各击落敌机1架F-4U飞机。（另外空军第十七师五十一团的张国禄也击落1架F-4U飞机，当天共击落4架敌机。）1953年3月13日，四十九团团长宋阁修率领两个大队迎击美军派出的轰炸鸭绿江大桥等目标的174架次飞机，面对数量5倍于己的美军飞机，四十九团展开搏斗，宋阁修和大队长余开良、领航主任惠迪生各击落1架美军F-84飞机，粉碎了美军的轰炸计划，受到中朝联合空军司令部通令表彰。四十九团团长宋阁修在此次空战中被击中，因飞行高度仅200米左右，跳伞后降落伞还未打开便坠地牺牲。1953年3月27日，四十九团飞行中队长王崑率领飞行员王海成进行空战，王崑击伤、王海成击落英国皇家空军FMK-8战斗轰炸机各1架，返航飞临机场上空时燃料已耗尽，他们从跑道两端同时着陆成功。
1953年，该团飞赴浙东前线，参加了一江山岛战役。

### 转隶海军
1954年5月20日，空军第十七师调归中国人民解放军海军，6月1日交接完毕，6月上旬分批抵达浙江宁波、山东胶县机场，改编为海军航空兵第四师。原空军第十七师四十九团改编为海军航空兵第四师第十团。在浙江、福建沿海空战中，该团击落击伤中华民国空军飞机7架，获中华人民共和国国防部部长彭德怀的称赞。
1955年10月15日，团长张文清、姜贵宝、王鸿喜和葛长泰在馬祖上空與中華民國空軍第五大队(劉紹堯少校、孫嗣文上尉、呂培元中尉和林佐時中尉)發生空戰，空戰中孫嗣文擊中葛长泰的座機，葛长泰跳傘後陣亡，成為國軍擊落的第一架米格機。
1958年2月28日（大年初一），中华民国空军1架RB-57A型高空侦察机飞入山东半岛。海军航空兵第四师十团中队长胡春生、飞行员舒积成驾驶歼-5型战斗机起飞迎击，在1.5万米高度发现敌机后，双机轮番攻击，将敌机击落，此即“二·二八空战”。这场空战是解放军首次击落RB-57A型高空侦察机，开创了在平流层击落敌机的先例，成为解放军扭转在防空作战上被动局面的转折点。海军通令嘉奖参战部队，胡春生、舒积成分别立二、三等功。
1958年7月，为打击中华民国空军的进犯，空军和海军航空兵部队根据中央军委指示，进驻福建、粤东。8月13日，海航第四师十团进驻福州机场。落地40分钟，马铭贤中队紧急起飞迎敌，飞行员程开信、陈怡恕在福州上空击伤中华民国空军RF-84型侦察机两架。此后马铭贤中队又多次同中华民国空军较量并取得战斗胜利，中华民国空军因此称海航第四师十团为“低空霸王团”。
1964年12月18日，该团在浙江温岭上空击落中华民国空军RF-101战术侦察机一架，并在民兵配合下生俘中华民国空军少校飞行员一名。
1965年，该团转场广东省海南岛。当时在1960年代，美军AQM-34型“火蜂”式无人驾驶侦察机可飞至18000米以上，美军认为中国歼-6飞机不敢飞到该高度，所以不断派出“火蜂”侵犯中国华南地区领空。该团大队长张炳贤率领小分队冒险试验，摸索出利用动力升限，大速度冲向高空歼敌的方法，最高跃升18600米。1965年3月24日，该团中队长王相一用该方法在16000米高空首次击落“火蜂”。1965年3月31日和8月21日，该团副大队长舒积成在海南岛陵水先后击落两架“火蜂”。9月20日在海南岛北部上空击落入侵中国领空的美国空军F-104战斗机一架。随后又击落入侵中国领空的美国无人驾驶高空侦察机3架。
从抗美援朝战争到国土防空作战，该团先后击落击伤敌机45架，创出“双机对头着陆”、“同温层歼敌”等世界空战史上“八个第一”，出现了王崑、舒积成、王鸿喜、高翔等战斗英雄。毛泽东先后接见该团代表25次，周恩来接见作战有功人员79人。1965年12月29日，中华人民共和国国防部授予该团“海空雄鹰团”荣誉称号。国防部颁发荣誉称号时，海航第四师十团正驻防海南岛执行打击美军战机侵犯中国领空的任务，颁授仪式不能举行，直到1966年12月18日国防部才在青岛举行了命名大会。

### 改革开放后
1995年，国防部授予该团“海空雄鹰团”称号30周年之际，中共中央总书记、中央军委主席江泽民题词：“建设强大的海军航空兵部队，保卫祖国领海安全。”在新的历史时期，该团先后涌现出张建、张少兵、戴明盟等英模。
海空雄鹰团先后经过三次重大改装。2003年，该团在海军航空兵部队率先装备苏30MK2战机，同时移驻安徽。2005年12月23日，海军在东海舰队航空兵举行集会纪念“海空雄鹰团”命名四十周年，中央军委委员、海军司令员张定发讲话。
2006年1月，特级飞行员张建出任海空雄鹰团团长。2000年代，海空雄鹰团先后完成数十次战备巡逻、海空警戒、重大演习等任务，创下了解放军首个新型战机对海攻击、新型导弹首次发射100％命中等新纪录。2007年6月，该团所在的海军航空兵第四师师长魏华彬在该团某大队组建了海军航空兵第一支三代机蓝军分队。
2013年大年初一，该团4名飞行员组成双机编队，跟踪监视侵扰中国领空的日本战机。2013年11月23日，国防部发布划定东海防空识别区当天，该团值班战机立刻战斗起飞开始执勤。
2015年12月29日，海军“矢志强军目标、传承红色基因、锻造海上劲旅”主题活动暨“海空雄鹰团”命名５０周年纪念大会在该团举行，中央军委委员、海军司令员吴胜利出席活动并讲话。2015年12月30日，在纪念“海空雄鹰团”命名50周年之际，海军在海空雄鹰团举行了“矢志强军目标、传承红色基因、锻造海上劲旅”座谈会，海军各时期、各部队、各战线的66名英模代表以及海空雄鹰团第30任团长陈刚等人与会。
2016年深化国防和军队改革前，海空雄鹰团的番号是中国人民解放军海军航空兵第四师第十团，配属东海舰队。改革完成后，以第四师第十团为基础，海航第四师缩编为海航第四旅，为现有编制。

### 重回空军
2023年初，随着海军航空兵在新一轮军改中舰载机化的进行，海航四旅连同大部分陆基海军航空兵旅一同转隶空军。